# Orkney (Canada)
Orkney is een plaats (village) in de Canadese provincie Saskatchewan en telt 302 inwoners (2001).